# Худайбердыев, Оразберды
Оразберды Худайбердыев (туркм. Orazberdy Hudaýberdiýew) — туркменский государственный деятель.

## Биография
Родился в 1959 году в с. Багир Ашхабадской области.
Образование высшее. В 1983 г. окончил Харьковский институт железнодорожного транспорта.
Трудовую деятельность начал в 1983 году инженером-технологом товарной станции О.Кулиева. Далее работал заведующим контейнерной площадкой, заместителем начальника станции О.Кулиева, начальником Геоктепинской железнодорожной станции, заместителем руководителя отдела по вопросам перевозки контейнеров и коммерции, заместителем начальника Ашхабадской товарной разгрузочно-погрузочной дистанции, генеральным директором совместной туркмено-ирано-швейцарской фирмы «Тураншпед». В дальнейшем занимал должности заместителя начальника службы по перевозке и коммерции Государственной службы «Туркмендемиреллары», заместителя главного экономиста «Туркмендемиреллары», главного экономиста, заместителя заведующего транспортно-экспедиционным отделом Управления «Туркмендемиреллары», заместителя директора Туркменской государственной транспортно-экспедиционной компании, начальника транспортного отдела предприятия «Союзвнештранс» в Туркменистане, заместителя начальника отдела надзора за прибылью финансово-экономической службы, заместителя начальника отдела международных расчетов финансово-экономической службы управления «Туркмендемиреллары». С 2002 года занимал пост исполняющего обязанности заместителя Председателя управления «Туркмендемиреллары» по экономическим вопросам.
08.2003 — 12.09.2003 — начальник Управления «Туркмендемиреллары».
12.09.2003 — 21.05.2007 — министр железнодорожного транспорта Туркменистана.
27.09.2004 — 22.05.2007 — заместитель Председателя Кабинета министров Туркменистана.
07.2006 — 21.05.2007 — ректор Туркменского государственного института транспорта и связи.

## Награды и звания
- Орден «Галкыныш» (март 2006 г.) — «за эффективную работу по успешному завершению в назначенный срок строительства новой железной дороги Ашхабад-Каракумы-Дашогуз»